# Cicones hayashii
Cicones hayashii is een keversoort uit de familie somberkevers (Zopheridae). De wetenschappelijke naam van de soort werd in 1971 gepubliceerd door Sasaji.